# Luis Firmin de Carvajal
Luis Firmin de Carvajal y Vargas (Lima, 27 dicembre 1752 – Sant Llorenç de la Muga, 20 novembre 1794) è stato un generale spagnolo.
Carlo III di Spagna gli conferì il titolo di conte de la Union il 2 agosto 1778.
Iniziò la carriera militare nel 1765 come cadetto nel reggimento delle guardie reali spagnole per passare poi alla fanteria di Maiorca con cui partecipò all'assedio di Gibilterra del 1779 e alla presa di Mahón del 1781. Divenne colonnello nel 1783 e maresciallo di campo nel 1791, grado con cui prese parte alla difesa di Orano.
Dopo la morte del generale Antonio Ricardos assunse il comando, 1794, dell'armata spagnola durante la Guerra del Rossiglione contro la Francia. Morì durante la Battaglia di San Lorenzo de la Muga.